# 中川和彦
中川 和彦（なかがわ かずひこ、1931年8月7日 - 2019年2月20日）は、日本の法学者。商法・経済法・比較法を専攻。成城大学名誉教授。上智大学イベロアメリカ研究所名誉所員、元日本ラテンアメリカ学会理事長。2010年瑞宝中綬章受章。

## 略歴
- 1931年 - メキシコのシナロア州マサトラン市で誕生。
- 1950年 - 広島県立尾道東高等学校を卒業し、同年、一橋大学に進学する。
- 同大学卒業後、大学院修士課程、博士課程を修了し、一橋大学法学博士の学位を取得する。商法・経済法専攻。吉永榮助ゼミ出身[2]。
- 1964年 - 成城大学経済学部専任講師
- 1966年 - 2002年、上智大学非常勤講師
- 1967年 - 成城大学経済学部助教授
- 1973年 - 成城大学経済学部教授。
- 指導学生に関満博一橋大名誉教授など。成城大学法学部長、大学院研究科長を歴任。日本ラテンアメリカ学会理事長も勤める。
- 1973年 - 1976年、一橋大学非常勤講師
- ほかにメキシコ国立自治大学比較法研究所客員研究員、バルセロナ比較法研究所客員研究員、上智大学イベロアメリカ研究所準所員、東京外国語大学非常勤講師、早稲田大学非常勤講師、立教大学非常勤講師など。
- 1974年 - 成城大学大学院経済学研究科教授を併任
- 1977年 - 成城大学法学部教授（法学部新設による転任）
- 1987年 - 成城大学大学院法学研究科教授を併任
- 2002年 - 成城大学を定年退職、名誉教授となる
- 2010年春、瑞宝中綬章受勲[3]。